# Jaume Roig
|  | Per a altres significats, vegeu «Jaume Roig (desambiguació)». |

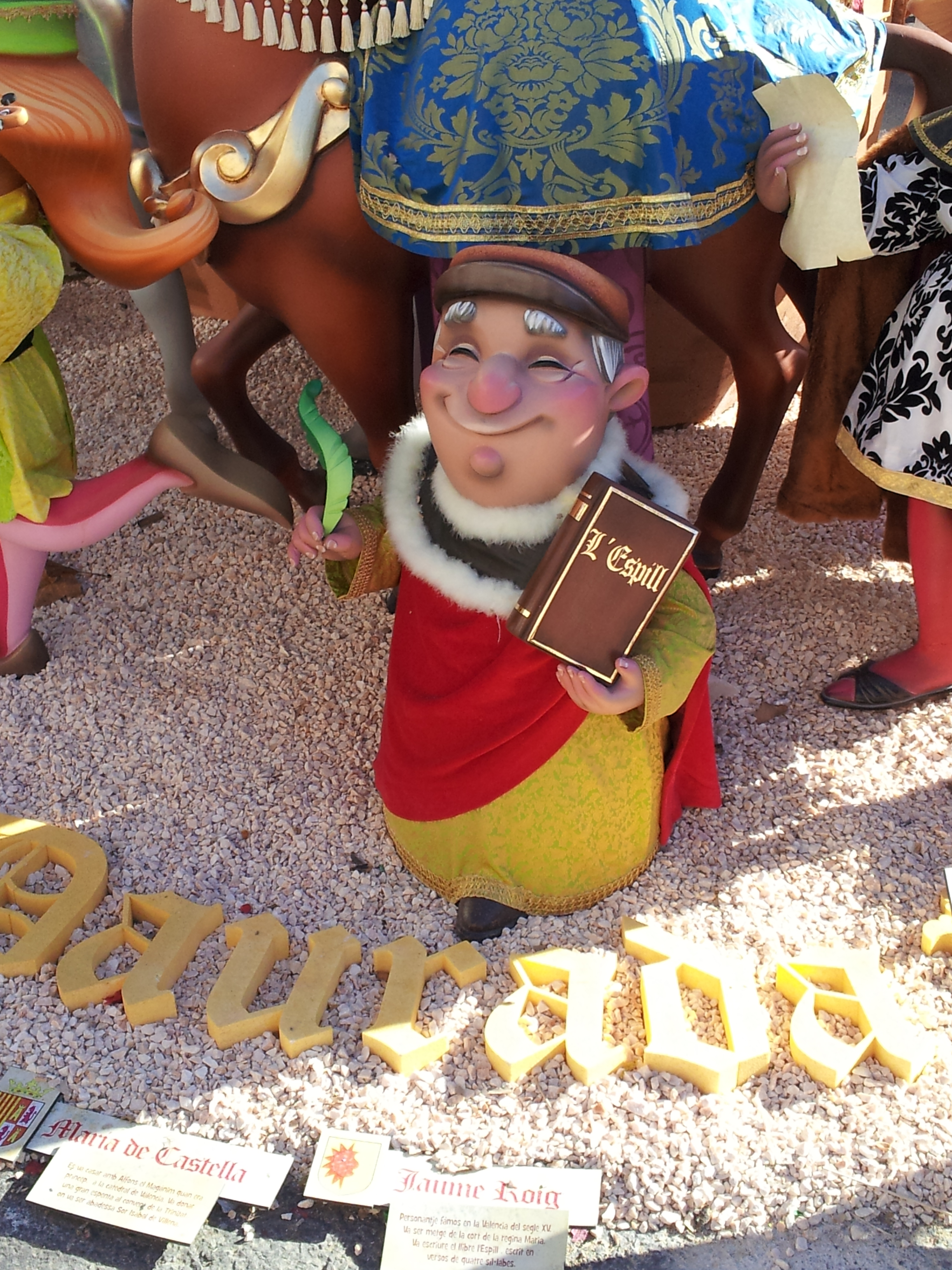
Ninot de Jaume Roig a la Falla infantil de l'Ajuntament de 2013.

Jaume Roig (València, ca. 1400 – Benimàmet, l'Horta, 5 d'abril de 1478) fou un metge i escriptor valencià, famós per ser l'autor d'Espill o Llibre de les dones (ca. 1460), una de les obres més rellevants del Segle d'or valencià. Quant a la seua vida professional, fou un metge de gran prestigi social que es vinculà amb les esferes del poder municipal i del poder reial de la Corona d'Aragó, en un context en què la medicina va fer un paper molt important com a ascensor social. Pel que fa a la seua trajectòria com a autor de literatura, destaca per la publicació d'una única obra: Espill, una obra composta per 16.247 versos tetrasíl·labs apariats enquadrada en la tendència misògina medieval.

## Biografia
Jaume Roig degué nàixer a València a començament del segle xv, tanmateix, la primera documentació que en tenim és del 1434, any en què apareix fent de metge en aquesta ciutat. Prové d'una família vinculada als estaments del poder municipal de València. És fill d'un metge amb el mateix nom, Jaume Roig «lo vell», amb cert prestigi a la ciutat del Túria, ja que fou conseller i examinador de metges. El seu avi era Pere Roig, un notari que exercí de síndic a la ciutat i d'administrador de l'Hospital de Sant Llàtzer; i el seu besavi, nasqué a Mataró i es traslladà a València a principis del segle xiv, on feu de jurat de la ciutat.
Es tenen poques dades dels seus estudis de medicina que probablement fes a la Universitat de Lleida, fundada cap al 1300 per Jaume II el Just. La seua professió li donà molta fama social i poder econòmic, en un context de gran prestigi de la nova medicina escolàstica que s'havia estès per l'Europa llatina occidental durant el segle xiii. Aquesta medicina d'arrel aristotèlica i basada en els tractats de Galè, tractava els problemes de salut com a fenòmens naturals que es podien guarir i tingué molt de suport per part de les classes privilegiades. De fet, la medecina és un ascensor social durant els segles xiv i xv, tal com demostren alguns professionals de la salut com Berenguer Sarriera, Arnau de Vilanova o Antoni Ricart.
Durant la seua vida professional feu d'examinador de metges diversos anys (1435, 1437, 1441, 1451, 1461, 1464, 1467, 1469, 1475, 1477 i 1478) i el 1436 formà part de la comissió municipal formada per triar el primer dels tribunals que haurien d'examinar els manescals que volguessen treballar a València. També feu d'administrador i metge a l'Hospital d'En Clapers (1450–1478), metge de l'Hospital d'En Bou (1466–1478) i metge, administrador, majordom i diputat de l'Hospital dels Innocents (1452–1478). A més de la seua tasca relacionada amb la medicina, Roig també feu de conseller de la ciutat del Túria el 1456 i el 1457. Tenim constància de la seua relació amb diversos convents i esglésies de la ciutat, com ara la parròquia de Sant Nicolau, on portà el llibre de comptes de fàbrica, i el convent de la Trinitat, en què intervingué en les obres de construcció i en feu de benefactor. També exercí de metge al Reial Convent de Predicadors i el Reial Monestir de la Santíssima Trinitat de València. Es va  vincular professionalment amb la Corona d'Aragó, de fet, feu de metge de la reina Maria de Castella (esposa d'Alfons el Magnànim) des del 1446 i en certificà la mort el 1458; i a partir del 1469 està al servei de Joan II el Sense Fe.
Es casà amb Isabel Pellicer i tingueren sis fills, tres nois i tres noies, la meitat dels quals acabaren formant part de l'església: Jaume Honorat fon canonge i vicari perpetu de Terol i canonge i vicari general de València, i Joana i Violant foren monges a València. Isabel morí el 1459 i, de fet, a l'Espill, Roig ja s'hi refereix com a difunta. Jaume Roig morí dinou anys més tard, la matinada del 5 d'abril de 1478, i deixà un patrimoni important. Jaume Roig va arribar a tenir un diverses propietats a la seua ciutat natal (quatre cases a la ciutat i alguns terrenys a prop), una biblioteca d'una seixantena de llibres i altres béns.

## Obra

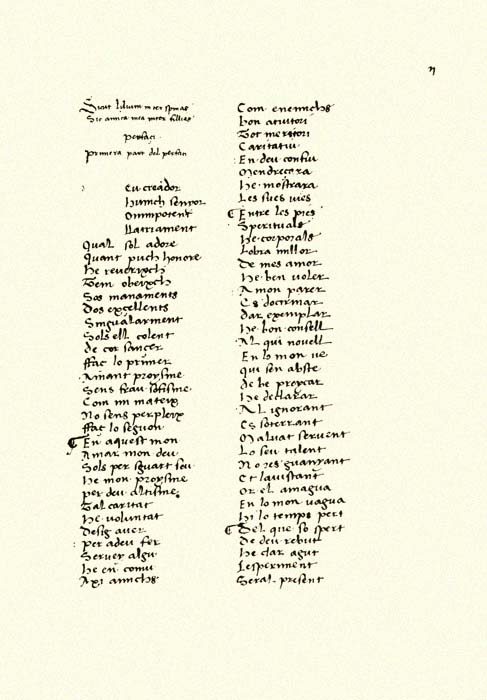
Manuscrit de lEspill de Jaume Roig

A banda d'un poema per un certamen poètic celebrat a València el 1474 (editada a les Trobes en llaors de la Verge Maria, 1474), Jaume Roig és conegut per una única obra intitulada Espill (ca. 1460). Es tracta una composició de 16.247 versos tetrasíl·labs apariats que s'emmarca en el debat que sobre la condició femenina present en la literatura medieval. Així doncs, presenta una tendència misògina que segueix la línia del Corbaccio de Boccaccio, el Matheolus, les Quinze joies du mariage o de l'obra de l'Arxiprest de Talavera.
El protagonista de l'obra, que s'identifica com a Jaume Roig, s'adreça a Baltasar Bou, nebot segon seu (fill de la seua cosina germana Úrsula Pérez, i Guerau Bou), per explicar-li com l'han maltractat les dones al llarg de la seua dissortada vida i per convèncer-lo que n'ha de viure al marge per obtenir la salvació. Així doncs, l'obra descriu totes les dones com a vils a excepció d'Isabel Pellicer (l'esposa real de Jaume Roig) i la Mare de Déu. Generalment, s'ha acceptat que sor Isabel de Villena, abadessa del convent de la Trinitat, escrigué Vita Christi com a resposta a la sàtira misògina de l'Espill i com defensa a la condició femenina.
El llibre va gaudir d'una gran popularitat al llarg dels segles com ho demostren les tres edicions del segle xvi (una el 1531, a València, i dues el 1561, una a València i l'altra a Barcelona), una del segle xviii (1735, a València) i una altra del segle xix (1865, a Barcelona), que ja s'emmarca amb la redescoberta de la literatura catalana medieval en l'època de la Renaixença.